# Kính lọc phân cực
Kính lọc phân cực là một bộ lọc quang học cho ánh sáng có phân cực nhất định đi qua và ngăn chặn ánh sáng có phân cực khác. Nó có thể chuyển đổi một chùm ánh sáng phân cực không xác định hoặc hỗn hợp thành một chùm với phân cực được xác định rõ, ánh sáng phân cực. Các loại phổ biến của các cực là phân cực tuyến tính và phân cực tròn. Phân cực được sử dụng trong nhiều kỹ thuật quang học và các công cụ, và các bộ lọc phân cực tìm các ứng dụng trong nhiếp ảnh và công nghệ màn hình tinh thể lỏng. Phân cực cũng có thể được thực hiện đối với các loại sóng điện từ ngoài ánh sáng, như sóng radio, sóng, và X-quang.